# Sonnenstein
Sonnenstein is een landgemeente in het noorden van de Landkreis Eichsfeld in de Duitse deelstaat Thüringen. Het gemeentebestuur zetelt in de plaats Weißenborn-Lüderode. De gemeente is op 1 december 2011 ontstaan door een vrijwillige fusie van de voormalige gemeenten Bockelnhagen, Holungen, Jützenbach, Silkerode, Steinrode, Stöckey, Weißenborn-Lüderode en Zwinge gebildet. Reeds voordien vormden de plaatsen al de Verwaltungsgemeinschaft Eichsfeld-Südharz.

## Geografie
De gemeente Sonnenstein ligt in het zuidelijke voorland van de Harz, direct aan de deelstaatsgrens met Nedersaksen. Buurgemeenten zijn Herzberg am Harz en Bad Lauterberg im Harz in de Landkreis Osterode in het noorden, Hohenstein in de Landkreis Nordhausen in het oosten, Am Ohmberg, Haynrode, Leinefelde-Worbis, Brehme en Ecklingerode in de Landkreis Eichsfeld in het zuiden, alsmede Duderstadt in de Landkreis Göttingen in het westen.
De gemeente is vernoemd naar de Sonnenstein, een 486 meter hoge berg bij Holungen. Sonnenstein ligt ongeveer 45 kilometer oostelijk van  Göttingen en rond 30 kilometer westelijk van Nordhausen.
Ortsteilen van de gemeente Sonnenstein zijn:
- Bockelnhagen
- Epschenrode
- Gerode
- Holungen
- Jützenbach
- Silkerode
- Steinrode
- Stöckey
- Weilrode
- Weißenborn-Lüderode
- Werningerode
- Zwinge